# Улица без закона
«Улица без закона» (фр. La Rue sans loi) — французский кинофильм с Луи де Фюнесом.

## Сюжет
В небольшом городке орудует банда, возглавляемая уголовником Спарадрой. В этом же городе живёт служащий одного медицинского заведения Анатоль, сын которого берёт уроки музыки у музыканта Ипполита (Луи де Фюнес). Ипполит иногда аккомпанирует княгине Латриль, которая любит устраивать концерты и давать приёмы в своём доме. В один из таких приёмов банда Спарадра крадёт у неё какую-то мелочь и решает позже обчистить дом полностью. Чтобы отвести от себя подозрения, грабители решают подставить Анатоля. Для этого участница банды Эмма знакомится с ним и просит у него на память фотографию и шляпу, которые преступники намереваются оставить в ограбленном доме.

## Актёры
- Луи де Фюнес — Ипполит
- Поль Деманж — Анатоль, бухгалтер
- Макс Далбан — Фифиль, la femme plantureuse d’Anatole
- Натали Наттье — Эмма
- Андрэ Габриело — Спарадра
- Анетта Пуавр — графиня Трели
- Альберт Динан — Франсуа
- Фернанд Жильбер — усатый капитан
- Роже Демар — официант